# Metaplastes
Metaplastes Ramme, 1939 è un genere di insetti ortotteri della famiglia Tettoniidae.

## Distribuzione e habitat
Il genere è diffuso in Italia e nella penisola balcanica, dalla Slovenia alla Grecia.

## Tassonomia
Il genere comprende le seguenti specie:
- Metaplastes ippolitoi La Greca, 1949
- Metaplastes oertzeni (Brunner von Wattenwyl, 1891)
- Metaplastes ornatus (Ramme, 1931)
- Metaplastes pulchripennis (Costa, 1863)